# Bérégadougou
Bérégadougou là một tổng thuộc  tỉnh Comoé ở phía nam Burkina Faso. Thủ phủ là thị xã Bérégadougou. Theo điều tra dân số năm 1996, tổng này có tổng dân số 11.846 người..

## Các thị xã và làng xã
- Thị xã Bérégadougou	(9 036 dân) (thủ phủ)
- Fabedougou	(920 dân)
- Malon	(194 dân)
- Serefedougou	(765 dân)
- Taka Ledougou-Koko	(931 dân)